# Landesgericht Korneuburg

Korneuburg und der Gerichtsbezirk Korneuburg

Das Landesgericht Korneuburg (kurz: LG Korneuburg) ist eines von 20 Landesgerichten in Österreich. Es befindet sich in Korneuburg im Gebäude Landesgerichtsplatz 1.

## Zuständigkeit
Als Landesgericht obliegt ihm in zweiter Instanz die Behandlung der Rechtsmittel gegen Entscheidungen der Bezirksgerichte. Grundsätzlich ist es für Zivilsachen bei einem 15.000 € übersteigenden Streitwert in erster Instanz zuständig. Bestimmte Rechtssachen fallen jedoch unabhängig vom Streitwert in die Zuständigkeit der Bezirksgerichte. Für Strafsachen ist es in erster Instanz zuständig, wenn die Strafandrohung über einem Jahr liegt. Bestimmte Strafsachen fallen auch bei geringerer Strafdrohung in seine Zuständigkeit.
Rechtsmittelinstanz für Entscheidungen des Landesgerichtes Korneuburg ist das Oberlandesgericht Wien, in Strafsachen auch der Oberste Gerichtshof.

## Einzelnachweise

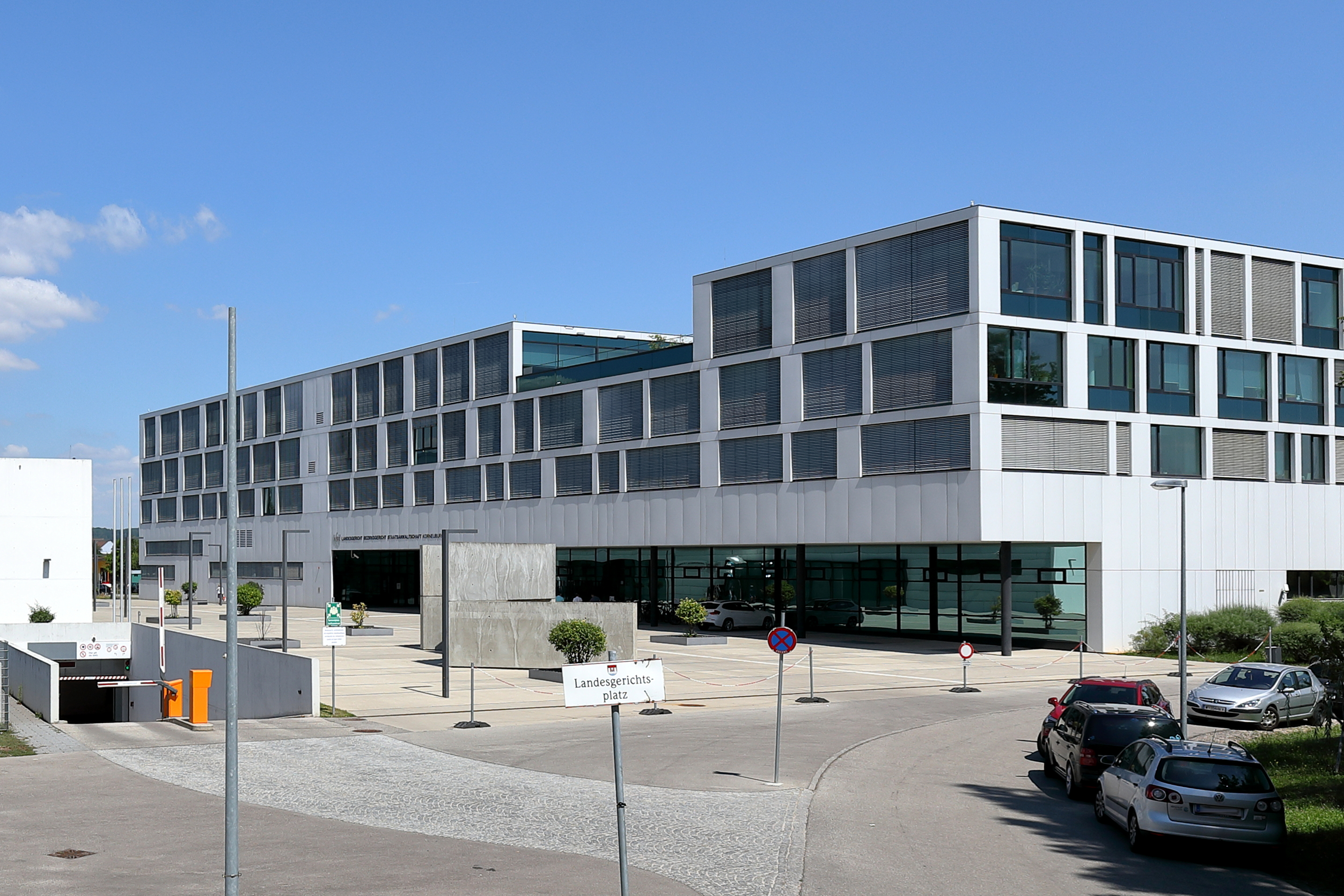
Neues Bezirks- und Landesgerichtsgebäude (seit 2012)